# فرودگاه سیرچلیقت
فرودگاه سیرچلیقت (به انگلیسی: Searchlight Airport) یک فرودگاه همگانی است که یک باند فرود آسفالت دارد و طول باند آن ۱۵۳۶ متر است. این فرودگاه در کشور ایالات متحده آمریکا قرار دارد و در ارتفاع ۱۰۳۹٫۴ متری از سطح دریا واقع شده است.